# ژاله‌پوش زیرسرده دلوکالیکس
ژاله‌پوش زیرسرده دلوکالیکس (نام علمی: Drosera subg. Thelocalyx)، یک زیرسرده از دو گونه در سرده ژاله‌پوش است. به نظر می‌رسد هر دو گونه بسیار شبیه به هم هستند و اغلب در کشت اشتباه گرفته می‌شوند. هر دو دارای برگ‌های کوچکی هستند که به‌صورت رزت چیده شده‌اند و گیاهانی یک‌ساله هستند. با این حال، توزیع آنها با ژاله‌پوش بورمانی در آسیای جنوب‌شرقی و استرالیا و ژاله‌پوش بی‌ساقه‌برگ (D. sessilifolia) در برزیل، گویان و ونزوئلا همپوشانی ندارد.
زیرسرده دلوکالیکس اولین بار توسط  (Jules Émile Planchon) در سال ۱۸۴۸ توصیف شد و بعداً توسط کارل گئورگ اسکار درود (Carl Georg Oscar Drude) در سال ۱۸۹۱ به رتبه زیرسرده منتقل شد. بعداً توسط رودیگر سن (Rüdiger Seine) و ویلهلم بارتلوت (Wilhelm Barthlott) در سال ۱۹۹۴ به رتبه مقطعی بازگشت. در سال ۱۹۹۶، جان شلار (Jan Schlauer) آرایه‌بندی زیرژنی را مورد بازبینی قرار داد و از زیرژنی پشتیبانی کرد و با استناد به مادگی پنج‌گانه پیشنهاد کرد که این دو گونه نسبت به گونه‌های دیگر در این جنس نسبتا ابتدایی هستند.